# Bombay (Insel)

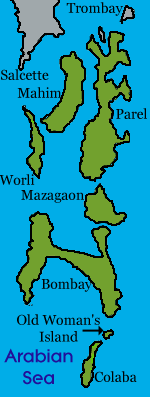
Die ehemaligen 7 Inseln Mumbais

Die Insel Bombay bestand als küstennahe Insel bis in das 17./18. Jahrhundert hinein. Durch Landgewinnung wuchs sie mit den sieben Inseln Mahim, Mazagaon, Parel, Worli, Colaba und Old Woman’s Island zusammen, die im 20. Jahrhundert schließlich mit den nördlich gelegenen Inseln Salsette und Trombay verbunden wurden.
Die Insel Bombay bildete den Kern der späteren Stadt Bombay (heute Mumbai). Ihren Namen erhielt sie 1508 durch den portugiesischen Forscher und Händler Francisco de Almeida, der sie Bom Bahia (Gute Bucht) nannte.
Auf dem Gebiet der ehemaligen Insel Bombay befindet sich heute noch der Haupthafen Mumbais. Sie erstreckte sich etwa vom heutigen Dongri im Osten zum Malabar Hill im Westen.
Die Geschichte der Insel ist untrennbar mit derjenigen der Stadt Bombay/Mumbai verbunden, siehe daher zur Geschichte hier.